# Menschenrechte

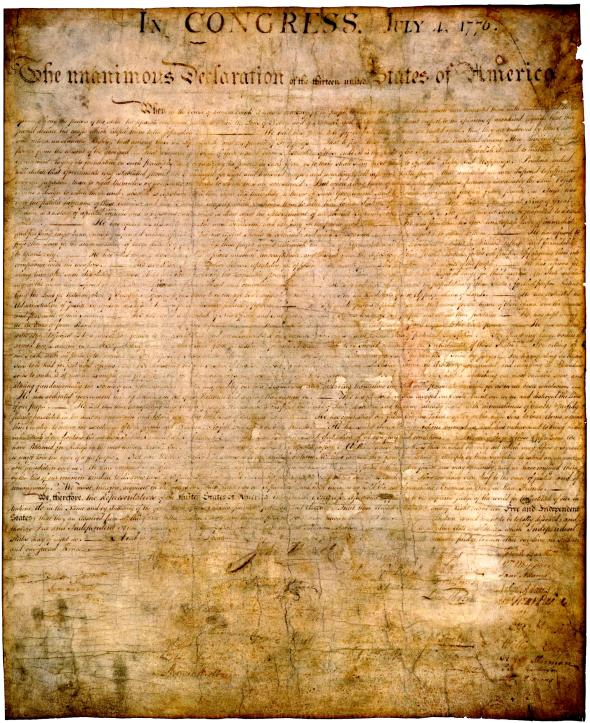
Unabhängigkeitserklärung der Vereinigten Staaten, 1776

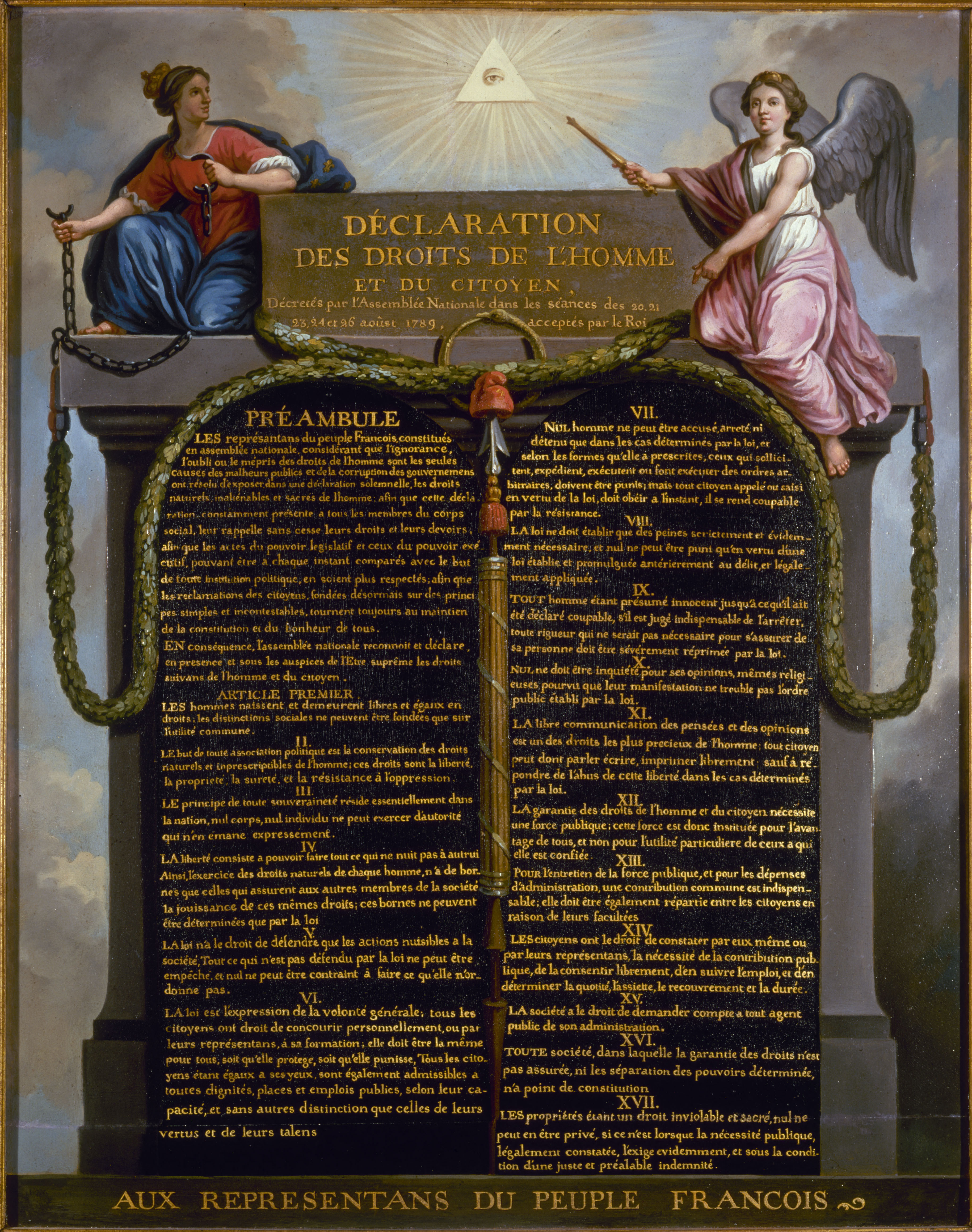
Erklärung der Menschen- und Bürgerrechte, 1789

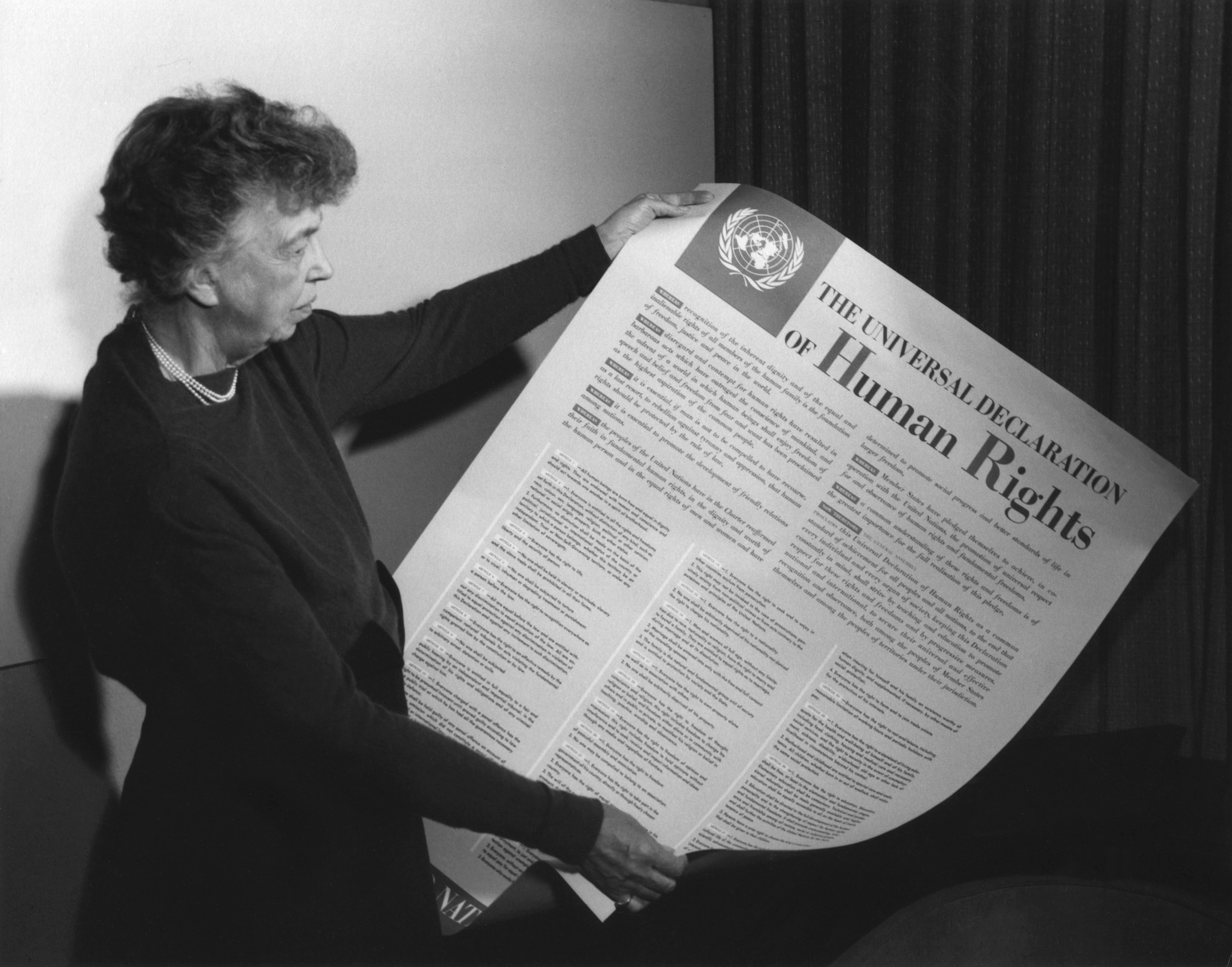
Allgemeine Erklärung der Menschenrechte, 1948

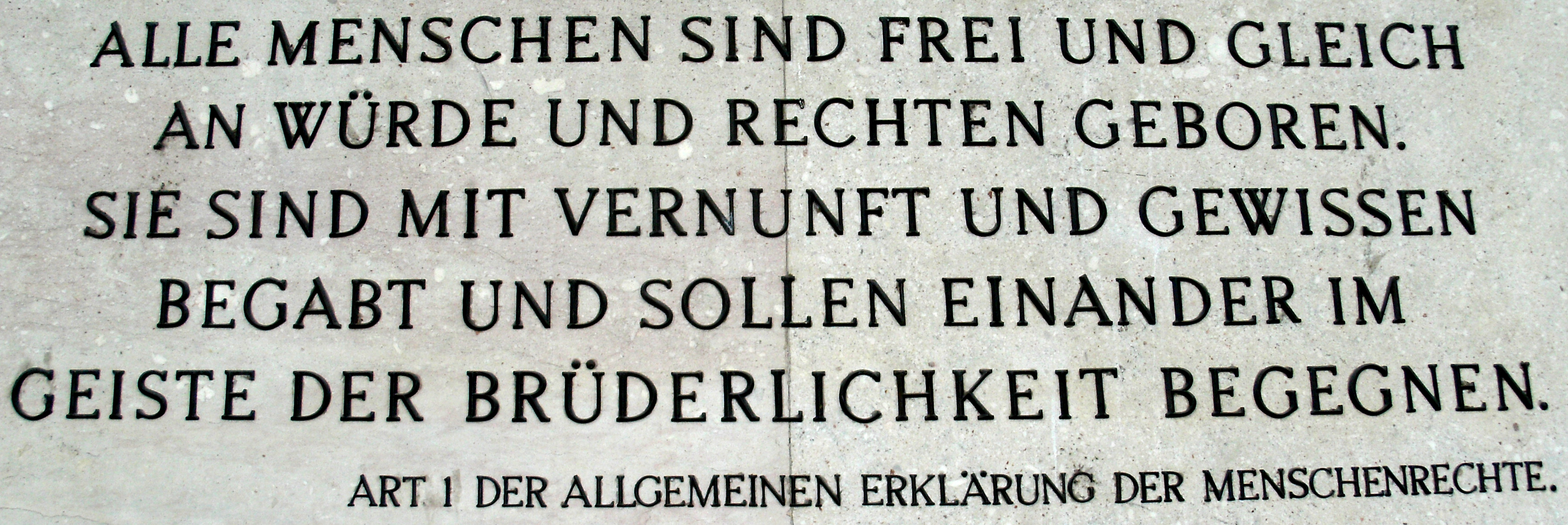
Allgemeine Erklärung der Menschenrechte, Artikel 1, an der Außenwand des österreichischen Parlamentsgebäudes in Wien

Als Menschenrechte werden individuelle Freiheits- und Autonomierechte bezeichnet, die jedem Menschen allein aufgrund seines Menschseins gleichermaßen zustehen. Sie sind universell (gelten überall für alle Menschen), unveräußerlich (können nicht abgetreten werden) und unteilbar (können nur in ihrer Gesamtheit verwirklicht werden). Sie umfassen dabei bürgerliche, politische, wirtschaftliche, soziale und kulturelle Rechtsansprüche.

Im Unterschied zu Menschenrechten sind Grundrechte auf den Hoheitsbereich desjenigen Staates beschränkt, der diese Rechte ausdrücklich per Verfassung garantiert. Bürgerrechte wiederum nennt man den Teil der Grundrechte, der nur den Staatsbürgern des betreffenden Landes vorbehalten ist.

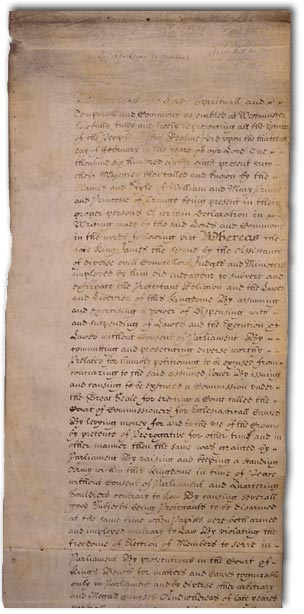
Die englische Bill of Rights (1689) überwand den bis dahin vorherrschenden Gedanken des Gottesgnadentums und ersetzte ihn durch das Prinzip der Parlamentssouveränität. Damit wurde der Weg zur politischen Durchsetzung der Menschenrechte gebahnt.

## Wesen der Menschenrechte

### Universalität
Universalität im Menschenrecht steht für Allgemeingültigkeit. Das heißt, dass die Menschenrechte überall und für alle Menschen jederzeit gültig sind.
Diese ist jedoch in der Praxis nicht immer gewährleistet, da die Ausgestaltung sowie der Schutz von spezifischen Menschenrechten von der politischen Auffassung und der damit verbundenen rechtlichen Durchsetzung innerhalb von Staaten und Institutionen abhängig sind. Eingrenzungen, wer als Mensch angesehen wird (Rechtssubjekt), wem gegenüber diese Rechte geltend gemacht werden können (Rechtsadressat), wie die Inhalte der Menschenrechte bestimmt werden und wer sie durchsetzt (sanktionierende Autorität), sind deshalb durch jeweils variierende historische, kulturelle oder auch politische Faktoren bedingt. Gegen den universellen Anspruch, dass Menschenrechte allgemein gültig sind, wendet sich der Kulturrelativismus.

### Egalität
Die Menschenrechte sind egalitär, gelten also für jeden Menschen gleichermaßen; unabhängig etwa von Herkunft, Geschlecht, Nationalität, Alter, Hautfarbe usw. Dieser Gleichheitsgrundsatz wird in Artikel 1 der Allgemeinen Erklärung der Menschenrechte zusammengefasst mit:

„Alle Menschen sind frei und gleich an Würde und Rechten geboren.“

### Unveräußerlichkeit
Die Menschenrechte können niemandem entzogen und auch nicht willentlich aufgegeben oder abgetreten werden. 

### Unteilbarkeit
Ergänzend zum Grundsatz der Universalität der Menschenrechte wird auch der Anspruch ihrer Unteilbarkeit erhoben. Menschenrechte müssen demnach stets in ihrer Gesamtheit verwirklicht sein. Eine Umsetzung von Freiheitsrechten ist nicht möglich, wenn nicht gleichzeitig etwa das Recht auf Nahrung verwirklicht ist. Umgekehrt geht die Verletzung wirtschaftlicher oder kultureller Rechte, etwa Zwangsvertreibung, Verbot von Sprachen oder Entzug von Lebensgrundlagen, in der Regel auch mit der Verletzung bürgerlicher und politischer Rechte einher.

## Normativer Gehalt

### Rechtsquellen
Der Entschluss zur Achtung und Förderung der Menschenrechte findet sich bereits in der Charta der Vereinten Nationen. Die international maßgebliche Quelle für den Bestand und Gehalt der Menschenrechte ist die International Bill of Human Rights. Neben der Allgemeinen Erklärung der Menschenrechte aus dem Jahre 1948, bei der es sich jedoch nur um eine von der UN-Generalversammlung verabschiedete Erklärung handelt, die nicht unmittelbar für die Mitgliedstaaten bindend ist, sind die zentralen Menschenrechtsinstrumente innerhalb dieses Korpus:
1. der Internationale Pakt über bürgerliche und politische Rechte (IPbpR) sowie
2. der Internationale Pakt über wirtschaftliche, soziale und kulturelle Rechte (IPwskR).

Beide Pakte wurden 1966 von der UN-Generalversammlung verabschiedet und traten zehn Jahre später in Kraft, nachdem sie von der geforderten Anzahl von Mitgliedstaaten ratifiziert wurden. Sie sind für alle Mitgliedstaaten, die sie ratifiziert haben, bindendes Recht (siehe dazu auch den Abschnitt „Vereinte Nationen“ weiter unten). Hintergrund für die Aufteilung in zwei eigenständige Vertragswerke war der Kalte Krieg, wobei zunächst die Staaten des Ostblocks insbesondere den IPwskR mit seinem kollektivistischen Ansatz bevorzugten und die westlichen Demokratien dem IPbpR mit seinen individuellen politischen Rechten den Vorzug gaben. Mit der Zeit der Entspannung und besonders in den 90er Jahren wuchs die gegenseitige Akzeptanz beider Konventionen.
Darüber hinaus existiert eine Vielzahl von Konventionen, die den Schutz einzelner Menschenrechte eingehend regeln, so etwa
1. die Konvention über die Verhütung und Bestrafung des Völkermordes
2. die Genfer Flüchtlingskonvention
3. das Internationale Übereinkommen zur Beseitigung jeder Form von Rassendiskriminierung
4. das Übereinkommen zur Beseitigung jeder Form von Diskriminierung der Frau
5. die UN-Antifolterkonvention
6. die UN-Kinderrechtskonvention
7. die Internationale Konvention zum Schutz der Rechte aller Wanderarbeitnehmer und ihrer Familienangehörigen
8. die UN-Konvention über die Rechte von Menschen mit Behinderungen
9. das Fakultativprotokoll über das Individualbeschwerderecht zum UN-Zivilpakt
10. das Fakultativprotokoll zur Abschaffung der Todesstrafe zum UN-Zivilpakt
11. das Fakultativprotokoll über das Individualbeschwerderecht zum UN-Sozialpakt

Europäische Menschenrechtskonvention
Amerikanische Menschenrechtskonvention
Afrikanische Charta der Menschenrechte und der Rechte der Völker

Hinzu kommen auf den verschiedenen Kontinenten regionale Menschenrechtsabkommen. In Europa ist dies die Europäische Menschenrechtskonvention (EMRK) bzw. Konvention zum Schutze der Menschenrechte und Grundfreiheiten. Sie enthält einen Katalog von Grundrechten und Menschenrechten. Die Konvention wurde im Rahmen des Europarats ausgehandelt, am 4. November 1950 in Rom unterzeichnet und trat am 3. Juli 1953 in Kraft. Auch Afrika (Banjul-Charta) und der amerikanische Doppelkontinent (Interamerikanische Menschenrechtskonvention) verfügen über jeweils eigene regionale Menschenrechtsabkommen.
Der Status einzelner Rechte hängt dabei von verschiedenen Faktoren ab. Ein Menschenrecht kann als Gewohnheitsrecht für alle (erga omnes) Staaten bindend sein, gegebenenfalls sogar zwingend (ius cogens) oder aber nur in den Staaten, welche das entsprechende Abkommen ratifiziert haben. Dabei entwickeln sich die Menschenrechte durch die Ratifizierung neuer Vertragswerke und Gerichtsurteile ständig weiter.

### Bürgerliche und politische Rechte

#### Persönlichkeitsrechte (grundlegende Rechte)
- Recht auf Leben
- Recht auf körperliche Unversehrtheit
- Verbot der Folter
- Schutz vor Menschenversuchen ohne Einwilligung des Patienten, vor Zwangssterilisation und Zwangskastration, Schutz vor Körperstrafen und Prügelstrafen sowie Schutz vor entwürdigender oder erniedrigender Behandlung (wie beispielsweise Ehrenstrafen), Abschaffung der Züchtigung in Erziehung und Schule

#### Freiheitsrechte
- Recht auf Freiheit, Eigentum und Sicherheit der Person
- Allgemeine, nur durch Gesetz beschränkbare Handlungsfreiheit
- Freiheit von willkürlichen Eingriffen in die Privatsphäre (Unverletzlichkeit der Wohnung, Briefgeheimnis etc.)
- Meinungsfreiheit
- Gedanken-, Gewissens- und Religionsfreiheit
- Reisefreiheit
- Versammlungsfreiheit
- Informationsfreiheit
- Berufsfreiheit

#### JustizielleMenschenrechte
- Wirksamer gerichtlicher Rechtsschutz bei Rechtsverletzungen
- Recht auf ein faires Verfahren vor einem unabhängigen und unparteiischen Gericht mit gesetzlichen Richtern
- Anspruch auf rechtliches Gehör (audiatur et altera pars)
- Keine Strafe ohne vorheriges Gesetz (nulla poena sine lege)
- Unschuldsvermutung (in dubio pro reo)

### Wirtschaftliche, kulturelle und soziale Rechte
Zu den im Internationalen Pakt über Wirtschaftliche, Soziale und Kulturelle Rechte festgelegten Rechtsnormen gehören zudem u. a.:
- Recht auf Selbstbestimmung (Art. 1)
- Gleichberechtigung von Mann und Frau (Art. 3)
- Recht auf Arbeit und angemessene Entlohnung (Art. 6/7)
- Recht auf Gründung von Gewerkschaften (Art. 8)
- Das Recht auf soziale Sicherheit (Art. 9)
- Schutz von Familien, Schwangeren, Müttern und Kindern (Art. 10)
- Recht auf einen angemessenen Lebensstandard, einschließlich angemessener Nahrung, Bekleidung und Wohnung (Art. 11)
- Recht auf das erreichbare Höchstmaß an körperlicher und geistiger Gesundheit (Art. 12)
- Recht auf Bildung (Art. 13)
- Recht auf Teilhabe am kulturellen Leben (Art. 15)

Die wirtschaftlichen, sozialen und kulturellen Rechte aus dem UN-Sozialpakt werden auch kurz „soziale Menschenrechte“ genannt. Während bürgerliche und politische Rechte heute in zahlreichen Verfassungen aufgenommen sind und ihre Verletzung gerichtlich einklagbar ist, sind die sozialen Menschenrechte nicht in allen Mitgliedstaaten positiv rechtlich normiert.
Gegen die Existenz wirtschaftlicher, kultureller und sozialer Rechte wird bisweilen vorgebracht, dass hier das althergebrachte Abwehrrecht (status negativus) in einen status positivus (Anspruch auf Gewährung positiver sozialer Leistungen) umschlage.
Die Charakterisierung bürgerlicher und politischer Rechte als reine Abwehrrechte geht jedoch ebenso fehl, wie die der wirtschaftlichen, sozialen und kulturellen Rechte als reine Gewährleistungsrechte. So ist etwa die Gewährleistung innerer und äußerer Sicherheit und einer unabhängig funktionierenden Justiz eine positive Staatsleistung. Diese wird jedoch weitaus überwiegend als eigentlicher Staatszweck und damit als gerechtfertigt angesehen. Ähnliches gilt für die Durchsetzung allgemeiner und freier Wahlen.
Gleichzeitig treten soziale Menschenrechte oftmals als Abwehrrechte auf. Dazu zählen die Unterlassung von Zwangsvertreibung im Zuge eines innerstaatlichen Konflikts wie auch die Respektierung des Rechts eines indigenen Volks auf Beibehaltung seiner Sprache, seines Rechtssystems oder seiner Institutionen.
Daher sehen die sogenannten Limburger Prinzipien, die 1986 von einer Gruppe von Menschenrechtsexperten der Vereinten Nationen erarbeitet wurden, für jedes Menschenrecht drei Arten von Verpflichtungen vor, denen der Staat nachzukommen hat:
1. Respektierungspflicht: Der Staat ist verpflichtet, Verletzungen der Rechte zu unterlassen;
2. Schutzpflicht: Der Staat hat die Rechte vor Übergriffen von Seiten Dritter zu schützen;
3. Gewährleistungspflicht: Der Staat hat für die volle Verwirklichung der Menschenrechte Sorge zu tragen, wo dies noch nicht gegeben ist.

Das Verständnis der Menschenrechte als reine Abwehrrechte erfasst lediglich die erste dieser drei Pflichten. Innerhalb des Menschenrechtssystems der Vereinten Nationen kann jedoch das umfassendere Menschenrechtsverständnis, das aus den Limburger Prinzipien hervorgeht, mittlerweile als anerkannt gelten.
Generell ist anzumerken, dass die europäische Tradition die bürgerlichen und politischen Rechte oftmals als einzig „echte“ Rechte begreift, wohingegen in Ländern, in denen Hunger oder Vertreibung oder Zugang zu Wasser brennende Probleme darstellen, die wirtschaftlichen, sozialen und kulturellen Rechte mehr Aufmerksamkeit erfahren. So blendet etwa die Europäische Menschenrechtskonvention diesen Bereich vollständig aus, während er in der Menschenrechtscharta der Organisation für Afrikanische Einheit eine zentrale Rolle spielt. „Damit ist das Grundproblem angesprochen, ob individuelle Freiheitsrechte effektiv nutzbar erst auf Basis eines kollektiven Mindeststandards sind.“

## Geschichte

### Die Wurzeln der Menschenrechte in der Antike
Es gab im antiken Europa schon früh Versuche, Staaten eine menschenrechtsähnliche Basis zu geben. 624 v. Chr. wurde im antiken Athen die willkürliche Rechtsprechung eingeschränkt, wenngleich das Recht nie universal verstanden wurde, sondern sich stets auf eine Minderheit beschränkte: die der freien Männer. Dadurch unterschied sich das Recht grundsätzlich von modernen Vorstellungen von Menschenrechten, die den prinzipiellen Anspruch auf Universalität haben. So wurde seit dem 6. Jahrhundert allein den Bürgern politische Mitsprache ermöglicht und zugesprochen, zunächst nach Besitz abgestuft. In der entwickelten Demokratie wurden schließlich fast alle Ämter durch Losverfahren unter den berechtigten freien Männern vergeben. Dadurch wurden bei der Postenvergabe und Arbeitsverteilung der Kreis der Berechtigten gleich behandelt.
Im Rahmen der 2500-Jahr-Feier der Iranischen Monarchie wurde der Inhalt des altpersischen Kyros-Zylinders aus dem 6. Jahrhundert v. Chr. als erste Menschenrechtserklärung bezeichnet.
Ausgenommen von den Rechten waren in der Antike im Allgemeinen alle Einwohner ohne Bürgerrechte (z. B. Sklaven, Frauen und Kinder), mithin die Mehrheit der Bevölkerung. In seinem Werk Politik (Buch I, Kap. 5, 1254b) vertritt Aristoteles die These, dass manche Menschen von Natur aus Sklaven und Unterworfene seien. Man kann von einem Versuch der Durchsetzung gleicher Rechte für alle erst seit den Tagen der europäischen Aufklärung im 18. Jahrhundert sprechen. Auch im antiken Rom finden sich, basierend auf der Philosophie der Stoa, erste Vorstellungen bzgl. eines allen Menschen gleich zustehenden Rechts.

### Jüdisch-christliche Wurzeln
Darüber hinaus bildet die ebenfalls antike biblische Vorstellung der Gottebenbildlichkeit des Menschen beiderlei Geschlechts (Genesis = 1. Buch Mose, Gen 1,27 ) eine weitere Voraussetzung für die später im Westen verbreitete Rezeption des Philosophems „Menschenrecht“. Doch auch biblische Rechte galten nicht universell. Sonderregelungen gab es für die Vertreibung und Ausrottung von Völkern anderen Glaubens (Exodus = 2. Buch Mose, Ex 23,23-32 ) und für Sklaven (Leviticus = 3. Buch Mose, Lev 25,44 ). Aber immerhin kannte das Alte Testament schon die Verpflichtung, Ausländer nicht zu unterdrücken (Ex 22,20 , Ex 23,9 ), sondern zu lieben (Lev 19,34 , Dtn 10,19 ), Sklaven vor ihren Herren zu schützen (Ex 21,20-32 ) und sogenannte (hebräische) Sklaven nach sechs Jahren freizulassen (Ex 21,2 ).
Diese Traditionen führt das Neue Testament fort, wenn Paulus den entlaufenen Onesimus vor seinem Herrn kräftig in Schutz nimmt (Phlm 1,1ff. ) und an die Galater sogar davon schreibt, es gebe in Christus weder Sklaven noch Freie (Gal 3,28 ). Zudem erfährt das Judentum in seiner christlichen Ausprägung durch Jesu Missionsbefehl (Mt 28,16-20 ), spätestens aber durch Paulus’ Missionstätigkeit (Gal 2,1-10 ) eine weltweite Öffnung.
Eine der ersten niedergeschriebenen Forderungen nach Menschenrechten in Europa bilden die Zwölf Artikel von 1525 der aufständischen Bauern. Im Gegensatz zur Magna Carta von 1215, in der es vor allem um die Rechte der Adligen gegenüber dem König ging, fordern die Artikel Rechte gerade auch für die Armen.
Der Dominikaner Bartholomé de Las Casas verwendet den Ausdruck Menschenrechte 1552 in einem Schreiben zur Verteidigung der peruanischen Ureinwohner an den mit der Sklavenfrage befassten „Indienrat“. Er spricht von den „Prinzipien der Rechte der Menschen“ („las reglas de los derechos humanos“).
Der am Niederrhein tätige Arzt Johann Weyer/Jan Wier entwickelt ein klares Konzept der Rechte von insbesondere weiblichen Opfern einer menschenverachtenden Justiz und Medizin in seinem Buch gegen die Hexenverfolgung De praestigiis daemonum aus dem Jahr 1563.
In Polen-Litauen wurden 1573 mit der Konföderation von Warschau nicht-katholischen Adligen und Bürgern gleiche Rechte zugebilligt wie Katholiken, was der Historiker Gottfried Schramm als „Meilenstein der Glaubensfreiheit“ bezeichnete.

### Afrika
Auf dem afrikanischen Kontinent gelten zwei Rechtsordnungen heute noch als fortschrittlich: Der Text der Manden-Charta aus dem frühen 13. Jahrhundert, die als eine der ältesten Verfassungen der Welt gilt, und die von der UNESCO als Teil des immateriellen Erbes anerkannt wurde, erkannte bereits den Gleichheitsgrundsatz vor dem Gesetz und die Nicht-Diskriminierung. Ab dem 15. Jahrhundert schufen Rechtsgelehrte ebenfalls auf dem heutigen Staatsgebiet von Mali die Timbuktu-Handschriften, die in ihrer Rechtsauffassung der heutigen Allgemeinen Erklärung zu den Menschenrechten sehr nahekommen.

### Die Menschenrechte in der Aufklärung
Die Idee der Menschenrechte und deren staatlicher Umsetzung wurde in der Aufklärung besonders von den Philosophen Thomas Hobbes, John Locke, Jean-Jacques Rousseau und Immanuel Kant geprägt.
Thomas Hobbes (1588–1679) ist zu erwähnen, obwohl er eigentlich kein Philosoph der Aufklärung ist. Es gibt bei ihm keine direkten Menschenrechtsformulierungen, vielmehr ist nicht einmal ansatzweise von gleichen, unveräußerlichen Rechten für alle die Rede. Dennoch ist er aufgrund seiner Staatsphilosophie ein Vordenker der Menschenrechte. Ihr zufolge hat jeder Mensch im Naturzustand das Selbsterhaltungsrecht. Doch aufgrund der Unsicherheit und der Gefahren des Naturzustandes verzichtet der Mensch auf diesen und seine damit verbundenen Naturrechte und gibt sie an den Staat ab. So gibt er dem Staat uneingeschränkte Macht und ordnet das Menschenrecht dem Staat unter. Trotz der schwachen Stellung des Menschenrechts bei Thomas Hobbes hat die Tatsache, dass es überhaupt ein solches Recht geben kann, viele Philosophen beeinflusst. Hobbes’ Ideen regten 1679 das englische Parlament an, König Karl II. die Habeas-Corpus-Akte abzuverlangen. Sie enthielt einen Schutz vor willkürlicher Verhaftung und das Recht, einem Richter vorgeführt zu werden. 1689 brachte die Bill of Rights u. a. das Petitionsrecht und das Verbot von Verhaftungen ohne richterliche Anordnung.
Samuel Pufendorf ist der erste Aufklärer, der die „dignatio“, die Menschenwürde, ausdrücklich als Bestandteil des Naturzustandes, in dem die Menschen gleich und frei sind, betrachtet: „Der Mensch ist von höchster Würde, weil er eine Seele hat, die ausgezeichnet ist durch das Licht des Verstandes, durch die Fähigkeit, die Dinge zu beurteilen und sich frei zu entscheiden, und die sich in vielen Künsten auskennt.“
So hat John Locke (1632–1704) die Grundgedanken von Hobbes aufgegriffen. Er deutet sie aber anders, da er dem Naturzustand einen höheren, positiveren und der Bindung zum Staat einen weniger starken Stellenwert gibt. Nach Locke hat der Staat die Funktion, die Naturrechte des Menschen zu sichern und zu erhalten. Falls er dem nicht nachkommt, verliert er seine Legitimation. Locke gibt dem Staat nicht uneingeschränkte Macht, sondern fordert die Gewaltenteilung in Legislative (gesetzgebende Gewalt) und Exekutive (ausführende Gewalt), später wurde noch die Judikative (die Rechtsprechung) durch Charles de Montesquieu (1689–1755) hinzugefügt. Bei Locke sind die natürlichen Rechte des Individuums dem Staat übergeordnet und der einzelne kann sie gegenüber dem Staat geltend machen. Die Ideen von John Locke hatten maßgeblichen Einfluss auf die von Thomas Jefferson formulierte amerikanische Unabhängigkeitserklärung, in der 1776 „unveräußerliche Rechte wie die auf Leben, Freiheit und das Streben nach Glück“ festgehalten wurden. In der Virginia Bill of Rights wurde zudem proklamiert, dass alle Menschen von Natur aus gleich und frei sind und ihr Leben und Eigentum unverletzlich sind.
Jean-Jacques Rousseau (1712–1778) ist der erste Aufklärer, der direkt von Menschenrechten spricht, auch wenn er eine sehr spezifische Auffassung dazu hat. Für Rousseau ist die Freiheit Grundlage für das Menschsein. Da von Natur aus alle Menschen frei und gleich sind, sollen sie dies auch im Staat bleiben. Rousseau unterscheidet dabei zwischen natürlicher, bürgerlicher und sittlicher Freiheit. Im Naturzustand, ausgestattet mit der unbegrenzten natürlichen Freiheit, ist der Mensch nicht wirklich frei, da er von seinen Trieben und seinem Egoismus beherrscht wird. Wirklich frei ist er erst, wenn er sich als sittliches Wesen frei dazu entscheidet, sich an selbst gegebene Gesetze zu halten. So verzichtet er bewusst zugunsten der sittlichen auf die natürliche Freiheit. Der Übergang von der natürlichen zur sittlichen Freiheit ist sozusagen die Vervollkommnung der Freiheit im Staat. Die Bürger, ausgestattet mit der sittlichen Freiheit, sind Basis der Gesetzgebung, denn da sie sittlich frei sind, halten sie sich an die selbstgegebenen Gesetze. So sind die Menschenrechte bei Rousseau gegenüber dem Staat nicht einklagbar. Das Menschenrecht auf Freiheit ist die Basis des Staates, ohne das der Staat nicht denkbar wäre. Rousseaus Auffassungen spielten bei der Französischen Revolution eine große Rolle. Am 11. Juli 1789 legte der Marquis de La Fayette, kurze Zeit später Befehlshaber der Nationalgarde, den Entwurf einer Menschenrechtserklärung vor, welche er mit der Unterstützung von Thomas Jefferson, einem der Verfasser der Unabhängigkeitserklärung der Vereinigten Staaten und damals Botschafter in Paris, erarbeitet hatte. Im selben Jahr wurden auch in den Vereinigten Staaten die Bill of Rights verabschiedet. Diese stellten die erste einklagbare und somit durchsetzbare Grundrechteordnung dar. Sie sind heute noch in Kraft.
Ein weiterer wichtiger Mitbegründer der Aufklärung und auch der Idee des Rechtsstaates ist Immanuel Kant (1724–1804). Für ihn ist Freiheit das einzige Menschenrecht, von dem alle anderen Menschenrechte, wie Gleichheit und Selbständigkeit, abgeleitet werden. Das Recht kann nicht von der Natur des Menschen abgeleitet werden, ist also ein Vernunftrecht, das unabhängig von historischen, kulturellen, sozialen und religiösen Umständen gelten muss. Die Legitimation und vorrangige Aufgabe des Rechtsstaates ist laut Kant die Sicherung und Erhaltung der Freiheitsrechte. So kann der Staat die Menschenrechte nicht in Frage stellen, da er damit seine eigene Legitimation antasten würde. Die Menschenrechte werden zur Legitimation des Staates. In merkwürdigem Kontrast hierzu steht Kants strikte Ablehnung eines Widerstandsrechtes gegenüber die Menschenrechte verletzenden Staatsgesetzen.
Betrachtet man die Ideen dieser Philosophen, lässt sich eine Entwicklung von der Anerkennung der Naturrechte bei Hobbes, die aber dem Staat untergeordnet werden, über die Überordnung der Menschenrechte über den Staat bei Locke, bis zur Anerkennung der Menschenrechte als Basis und Legitimation des Staates bei Rousseau und Kant erkennen.

### Philosophische Begründungsstrukturen der Menschenrechte nach der Aufklärung
Auch nach der Aufklärung beschäftigten sich verschiedene Philosophen damit, den universalen Geltungsanspruch der Menschenrechte zu begründen. Hierzu zählt besonders die Diskursethik, die von Jürgen Habermas und Karl-Otto Apel entwickelt wurde. Auch Heiner Bielefeldt, der unter anderem Sonderberichterstatter der Vereinten Nationen für Religions- und Weltanschauungsfreiheit ist, publizierte zu diesem Thema und verglich Begründungsstrukturen für die Gültigkeit der Menschenrechte. Die irische Philosophin Mette Lebech begründete in ihrer Arbeit On the problem of Human Dignity (2011) über die Menschenrechte und die Menschenwürde, dass die Würde des Menschen ein Axiom im Sinne von Aristoteles ist, aus dem erst alle anderen Werte abgeleitet werden können.

### Chronologie
- ca. 3. Jahrtausend v. Chr.: Die älteste schriftlich überlieferte Rechtssammlung, der Codex Ur-Nammu, sieht eine Gleichheit der Bürger vor.
- Mitte 6. Jh. v. Chr.: Die sogenannte Priesterschrift, eine vermutlich in Babylon verfasste Grundlagenschrift des Pentateuch, spricht von der Gottebenbildlichkeit des Menschen. Mann und Frau sind gleichberechtigte Partner (1. Mose 1, 27). Die Zehn Gebote (2. Mose 20) stellen Leben, Ehe, Eigentum und guten Ruf (Ehre, Würde) des Menschen unter göttlichen Schutz.
- 1215: Magna Carta. Der englische König Johann Ohneland muss die Willkür des Adels gegen seine Untertanen verfassungsrechtlich bestätigen. Eigentum, Steuerrecht und Zugriff auf die Person sind erstmals staatlich als Schutzrechte des Untertanen gegen die Krone geregelt.
- 1525: Im deutschen Bauernkrieg werden in Memmingen die Zwölf Artikel verfasst. Die erste Menschenrechtserklärung in Europa.
- 1542: Leyes Nuevas (Neue Gesetze) für die Freiheit der Indios und das generelle Verbot zwangsmäßiger Arbeitsleistungen, aufgrund der Vorschläge von Bartolomé de las Casas von Karl V. erlassen. Auf Druck der spanischen Siedler wurden die Neuen Gesetze 1545 wieder aufgehoben.
- 1628: Die Petition of Rights wird vom englischen Parlament gegen König Karl I. erhoben.
- 1679: Habeas Corpus Act. Die Festnahme eines Bürgers wird an strikte Regeln gebunden. Niemand darf mehr aus Willkür festgenommen werden.
- 1689: Die Englische Bill of Rights wird am 16. Dezember vom Parlament in England verabschiedet.
- 1776: Virginia Bill of Rights am 12. Juni 1776 von der Virginia Convention of Delegates verabschiedet.
- 1776: Unabhängigkeitserklärung der Vereinigten Staaten am 4. Juli 1776 vom Kongress der dreizehn ehemals englischen Kolonien in Nordamerika zur offiziellen Loslösung von Großbritannien verabschiedet. Darin enthalten die „unveräußerlichen Rechte“ auf „Leben, Freiheit und das Streben nach Glück“.
- 1789: Déclaration des droits de l’homme et du citoyen (Erklärung der Menschen- und Bürgerrechte) am 26. August 1789 von der Nationalversammlung Frankreichs als Verfassungsrecht verabschiedet. Der Entwurf wurde von Marquis de La Fayette und Thomas Jefferson erarbeitet.
- 1791: Déclaration des droits de la femme et de la citoyenne (Erklärung der Rechte der Frau und Bürgerin) von Olympe de Gouges zur Verabschiedung durch die französische Nationalversammlung verfasst.
- 1791: Amerikanische Bill of Rights in den USA am 15. Dezember 1791 als Verfassungszusätze (Amendments) 1–10 aufgenommen.
- 1794: Allgemeines Landrecht für die Preußischen Staaten: „Die allgemeinen Rechte der Menschheit gebühren auch den noch ungeborenen Kindern schon von der Zeit ihrer Empfängnis“.
- 1948: Verabschiedung der Allgemeinen Erklärung der Menschenrechte durch die UN-Generalversammlung am 10. Dezember, maßgeblich motiviert durch die Menschenrechtsverletzungen des Zweiten Weltkriegs. Viele Staaten haben diese Erklärung in ihre Verfassung (z. B. deutsches Grundgesetz) aufgenommen. Seitdem wird der 10. Dezember als internationaler Tag der Menschenrechte begangen.
- 1950: Verabschiedung der Europäischen Menschenrechtskonvention am 4. November 1950 in Rom
- 1966: Von den Vereinten Nationen wurden am 19. Dezember 1966 zwei völkerrechtlich verbindliche Menschenrechtskonventionen verabschiedet, der Internationale Pakt über bürgerliche und politische Rechte („Zivilpakt“) und der Internationale Pakt über wirtschaftliche, soziale und kulturelle Rechte („Sozialpakt“). Beide Abkommen traten 1976 in Kraft, nachdem sie von einer ausreichenden Zahl von Staaten ratifiziert wurden.
- 1979: Übereinkommen zur Beseitigung jeder Form von Diskriminierung der Frau
- 1993: Die Weltkonferenz über Menschenrechte findet vom 14. bis 25. Juni in Wien statt. In der Folge wird ein UN-Hochkommissariat für Menschenrechte eingerichtet.
- 2000: Verabschiedung der Charta der Grundrechte der Europäischen Union am 7. Dezember 2000 in Nizza

### Klassifizierung nach „Generationen“
Im 20. Jahrhundert hat sich die Einteilung der Menschenrechte in drei „Generationen“ eingebürgert. Diese Einteilung ist zwar relativ gebräuchlich, jedoch ist sie umstritten, weil die gezeichnete Abfolge eine unausgesprochene Wertung und Hierarchie impliziert. Demnach könnten die Rechte der „ersten Generation“ als die „echten“ Menschenrechte gesehen werden, während der Menschenrechtscharakter der zweiten und dritten Generation in Zweifel gezogen wird. Zudem wird mit dem Begriff der „Generationen“ eine zeitliche Abfolge suggeriert, die nicht der geschichtlichen Entwicklung entspricht. In der Folge werden viele wichtige Menschenrechte nach dem Konzept der Generationen klassifiziert. Dabei ist zu beachten, dass nicht alle Rechte bereits geltendes Völkerrecht widerspiegeln (lex lata), sondern sich teilweise noch in der Entwicklung befinden (lex ferenda).

#### Erste Generation
In die Kategorie der „ersten Generation“ der Menschenrechte werden die bürgerlichen und politischen Rechte gefasst, d. h. die liberalen Abwehrrechte und demokratischen Mitwirkungsrechte. Geprägt vom klassischen Konzept der Menschenrechte aus den Zeiten der Aufklärung sah die westliche Welt nur sie allein als Rechte, die vom Individuum aufgrund seiner bloßen Existenz gegenüber dem Staat gerichtlich durchsetzbar sein sollten. Diese beschränkte Perspektive spiegelt sich teilweise auch in den Verfassungen westlicher Staaten, in der liberal-rechtsstaatlichen Grundrechtstheorie oder auch in der Rechtsprechung des Europäischen Gerichtshofs für Menschenrechte wider.
Dazu gehören:
- Menschenwürde
- Geltung der Rechte für alle Menschen in allen Ländern und Gebieten, unabhängig von ihrer internationalen Stellung
- Recht auf Leben, Freiheit und Sicherheit
- Verbot der Sklaverei oder Leibeigenschaft
- Verbot der Folter oder grausamer, unmenschlicher Behandlung
- Anspruch auf Anerkennung als Rechtsperson
- Gleichheit vor dem Gesetz
- Anspruch auf Rechtsschutz
- Verbot der willkürlichen Verhaftung oder Ausweisung
- Anspruch auf öffentliches Verfahren vor einem unabhängigen Rechtsverfahren
- Rechtsstaatliche Garantien: Unschuldsvermutung, keine Strafe ohne Gesetz
- Schutz der Privatsphäre
- Recht auf Freizügigkeit (national und übernational)
- Asylrecht
- Recht auf Staatsangehörigkeit
- Recht auf Eheschließung, Schutz der Familie
- Recht auf Eigentum
- Religionsfreiheit
- Recht der freien Meinungsäußerung
- Versammlungs- und Vereinigungsfreiheit

#### Zweite Generation
Die „zweite Generation“ bilden die wirtschaftlichen, sozialen und kulturellen Leistungsrechte im Sinne von Anspruchs- und Teilhaberrechten. Sie werden seitens des Staates in Form von positiven Leistungen (z. B. Arbeit, soziale Sicherheit, Nahrung, Wohnung, Bildung, Gesundheit) gewährleistet.
Dazu gehören:
- Recht an der Gestaltung der öffentlichen Ordnung mitzuwirken
- Recht auf soziale Sicherheit
- Recht auf angemessene Ernährung
- Recht auf sauberes Wasser
- Recht auf bezahlte Arbeit, gleichen Lohn für gleichwertige Arbeit
- Anspruch auf Erholung, Freizeit und bezahlten Urlaub
- Anspruch auf ausreichende Lebenshaltung, auf Sicherheit bei Arbeitslosigkeit, Krankheit, Invalidität, Verwitwung und Alter, Schutz für Mütter und Kinder
- Recht auf Bildung und Ausbildung
- Recht auf Teilhabe am kulturellen Leben, Freiheit von Wissenschaft und Bildung

#### Dritte Generation
Die dritte Generation formen die kollektiven Rechte der Völker – eine Forderung der Länder des globalen Südens deren Entstehung auf Art. 28 der Allgemeinen Erklärung der Menschenrechte zurückzuführen ist.

„Jeder hat Anspruch auf eine soziale und internationale Ordnung, in der die in dieser Erklärung verkündeten Rechte und Freiheiten voll verwirklicht werden können.“

Anstatt nur die Einhaltung der Menschenrechte zu überwachen, sollten westliche Staaten vielmehr kollektive Solidaritätsrechte dem globalen Süden gegenüber garantieren, um so effektiv bei der Gewährleistung der Menschenrechte zu helfen. Die elementarsten kollektiven Rechte sind das Selbstbestimmungsrecht der Völker und das damit verknüpfte Recht auf Entwicklung, das Recht auf Frieden, auf eine saubere Umwelt, auf Kommunikation sowie auf einen gerechten Anteil an den Schätzen von Natur und Kultur. Beim Streit um die Anerkennung des Rechts auf Entwicklung und anderer kollektiver Rechte muss in Betracht gezogen werden, dass die Wirkung nationaler Politik grundsätzlich kaum mehr an einer Grenze Halt macht.

## Rechtsgrundlagen und Kontrollorgane auf verschiedenen Ebenen

### In Deutschland
Artikel 1 Absatz 2 des Grundgesetzes für die Bundesrepublik Deutschland (GG) lautet:

„Das Deutsche Volk bekennt sich darum zu unverletzlichen und unveräußerlichen Menschenrechten als Grundlage jeder menschlichen Gemeinschaft, des Friedens und der Gerechtigkeit in der Welt.“

Artikel 1 GG, einschließlich der Bindung staatlicher Gewalt an die Respektierung der Menschenwürde (Abs. 1) und der Rechtsverbindlichkeit der Grundrechte (Abs. 3), steht unter dem besonderen Schutz der so genannten Ewigkeitsklausel in Artikel 79 Absatz 3 GG.
Die Bundesrepublik Deutschland ist dem Internationalen Pakt über bürgerliche und politische Rechte beigetreten, der den Rang eines Gesetzes hat und im BGB l. 1973 II S. 1534 veröffentlicht ist.
Unterzeichnet wurde von der Bundesrepublik Deutschland auch die UNO-Menschenrechtsdeklaration, die das Recht auf soziale Sicherheit, Arbeit und Wohnung proklamiert. Nach Artikel 25, S. 1 GG sind indessen nur die allgemeinen Regeln des Völkerrechts automatisch Bestandteil des Bundesrechts, weswegen diese Vereinbarung ohne Ratifikation keine innerstaatliche Wirkung entfaltet. Gleichwohl wurden derartige Rechte in einige Landesverfassungen der Bundesrepublik aufgenommen, in die Landesverfassungen von Bayern, Hessen, Nordrhein-Westfalen und Bremen, was jedoch weitgehend in Vergessenheit geraten ist.
Das deutsche Menschenrechtsschutzsystem besteht aus einer Reihe von zuständigen Institutionen und Ämtern, die sich alle für die Einhaltung der Grund- und Menschenrechte in Deutschland einsetzen:
- Beauftragter der Bundesregierung für Menschenrechtspolitik und Humanitäre Hilfe
- Beauftragter der Bundesregierung für Menschenrechtsfragen
- Bundesverfassungsgericht
- Bundestagsausschuss für Menschenrechte und Humanitäre Hilfe
- Deutsches Institut für Menschenrechte

Dem Auftrag des Deutschen Bundestages vom 4. Dezember 1991 folgend stellt die Bundesregierung alle zwei Jahre den Bericht über ihre Menschenrechtspolitik vor. Dabei werden innen- und außenpolitische Aktivitäten und Initiativen beleuchtet und die Lage der Menschenrechte in Deutschland und der Europäischen Union analysiert.

### In der Europäischen Union
Die Europäische Union ist eine auf die Grund- und Menschenrechte gestützte Wertegemeinschaft. Diese Werte sind nach Art. 2 des Vertrags über die Europäische Union, die Achtung der Menschenwürde, Freiheit, Demokratie, Gleichheit, Rechtsstaatlichkeit und die Wahrung der Menschenrechte einschließlich der Rechte der Personen, die Minderheiten angehören. Darüber hinaus verpflichtet sich die EU in Art. 3 diese Werte zu fördern, indem sie ihre Einhaltung im Inneren der EU gewährleistet und sich für ihre Verwirklichung und Weiterentwicklung nach außen einsetzt.
Auf der Grundlage dieser Werte hat die Europäische Gemeinschaft von Beginn an Rechte und Institutionen auf- und ausgebaut, deren komplexes und vielschichtiges Ineinandergreifen das Europäische Grund- und Menschenrechtsschutzsystem verwirklicht. Sie wurden letztlich in der Charta der Grundrechte der Europäischen Union zusammengefasst, die ein verbindlicher Teil des EU-Vertrags ist. Sie ist nicht zu verwechseln mit der Europäischen Menschenrechtskonvention des Europarats.
Die Idee der Europäischen Wertegemeinschaft, zu der sich jeder Mensch bekennen kann, ist dabei auf die historischen und philosophischen Wurzeln Europas, der Französischen Revolution, der Aufklärung, der Säkularisierung und des Humanismus zurückzuführen. Darauf aufbauend und leidvoll komplementiert durch die Kriegserfahrungen zu Beginn des 20. Jahrhunderts ging es den europäischen Gründervätern um die Schaffung eines friedlicheren und gerechteren Europas. Rückblickend ist Europa seit mehr als sechs Jahrzehnten ein Garant für Demokratie, Sicherheit, Frieden und Wohlstand. Diese für die heutige Generation zur Selbstverständlichkeit gewachsene Wahrnehmung der EU läuft Gefahr, in der gegenwärtig von Krisen und Umbrüchen gekennzeichneten Zeit, jene Errungenschaften der Europäischen Wertegemeinschaft zu schmälern.
Zuständig für den Schutz der Menschenrechte innerhalb der EU sind:
- Europäische Kommission
  - Generaldirektion Justiz, Grundrechte und Bürgerschaft
  - Generaldirektion für Entwicklung und Zusammenarbeit
  - Agentur der Europäischen Union für Grundrechte
- Europäisches Parlament
  - Unterausschuss für Menschenrechte
  - Sacharow-Preis
- Rat der Europäischen Union
  - Arbeitsgruppe Menschenrechte COHOM
- Europäischer Gerichtshof
- Europäischer Bürgerbeauftragter

### Bei den Vereinten Nationen
Den Gründungsmitgliedern der Vereinten Nationen wollte es nicht gelingen, einen umfassenden Menschenrechtskatalog zu formulieren. So lassen sich in der Charta der Vereinten Nationen lediglich an bestimmten Punkten Ansätze des internationalen Menschenrechtsschutzes finden. Die Präambel besagt, dass die Völker der Vereinten Nationen den „Glauben an die Grundrechte des Menschen, an Würde und Wert der menschlichen Persönlichkeit, an die Gleichberechtigung von Mann und Frau sowie von allen Nationen, ob groß oder klein, erneut“ bekräftigen und „den sozialen Fortschritt und einen besseren Lebensstandard in größerer Freiheit“ fördern. Des Weiteren verspricht Art. 1 in den Zielen der VN, dass die Vereinten Nationen „die Achtung vor den Menschenrechten und Grundfreiheiten für alle ohne Unterschied der Rasse, des Geschlechts, der Sprache oder der Religion zu fördern und zu festigen“.
Artikel 55 besagt:

„Um jenen Zustand der Stabilität und Wohlfahrt herbeizuführen, der erforderlich ist, damit zwischen den Nationen friedliche und freundschaftliche, auf der Achtung vor der Grundsatz der Gleichberechtigung und Selbstbestimmung der Völker beruhende Beziehungen herrschen, fördern die Vereinten Nationen
1. die Verbesserung des Lebensstandards, die Vollbeschäftigung und die Voraussetzungen für wirtschaftliche und sozialen Fortschritt und Aufstieg;
2. die Lösung internationaler Probleme wirtschaftlicher, sozialer, gesundheitlicher und verwandter Art sowie die internationale Zusammenarbeit auf den Gebieten der Kultur und der Erziehung
3. die allgemeine Achtung und Verwirklichung der Menschenrechte und Grundfreiheiten für alle ohne Unterschied der Rasse, des Geschlechts, der Sprache oder der Religion.“

Art. 56 besagt:

„Alle Mitgliedstaaten verpflichten sich, gemeinsam und jeder für sich mit der Organisation zusammenzuarbeiten, um die in Artikel 55 dargelegten Ziele zu erreichen.“

Art. 13 Abs. 1 Nr. b) konkretisiert den Weg, um die Umsetzung, die Entwicklung und die Kooperation zum Thema Menschenrechte wie folgt:

„Die Generalversammlung veranlasst Untersuchungen und gibt Empfehlungen ab, […] um die internationale Zusammenarbeit auf den Gebieten der Wirtschaft, des Sozialwesens, der Kultur, der Erziehung und der Gesundheit zu fördern und zur Verwirklichung der Menschenrechte und Grundfreiheiten für alle ohne Unterschied der Rasse, des Geschlechts, der Sprache oder der Religion beizutragen.“

Art. 62 Abs. 2 autorisiert den Wirtschafts- und Sozialrat „Empfehlungen ab[zu]geben, um die Achtung und Verwirklichung der Menschenrechte und Grundfreiheiten für alle zu fördern.“ Artikel 68 beauftragt den Rat mit der Einsetzung einer Kommission „für die Förderung der Menschenrechte“. Diese wurde im Juni 2006 neu und unter anderem Namen gegründet.
Zur Zeit der Gründung der Vereinten Nationen und somit auch zur Zeit der Entstehung der Charta der Vereinten Nationen existierten keine klaren Vorstellungen vom Konzept der Menschenrechte. Die oben genannten Vorschriften dienten vielmehr der Bereitung einer Basis für die Entwicklung und Durchsetzung von Menschenrechten. Aus rechtlicher Sicht entspricht dies mehr einer politischen Absichtserklärung als einem rechtlich bindenden Auftrag. Nach 1945 wurden diverse Menschenrechtsdeklarationen veröffentlicht und viele Mindeststandards unterschiedlichster Art für Menschenrechte entwickelt. Da die internationale Gemeinschaft sehr regelmäßig ihrer Treue zu Menschenrechtserklärungen Ausdruck verleiht, gibt es Stimmen, welche in den existierenden menschenrechtlichen Mindeststandards Völkergewohnheitsrecht sehen und es somit für alle Völker bindend wäre.

#### Allgemeine Erklärung der Menschenrechte
Eine der ersten internationalen Erklärungen zu Menschenrechtsstandards wurde von der Vollversammlung der Vereinten Nationen durch eine Resolution zum Ausdruck gebracht; die Allgemeine Erklärung der Menschenrechte. Sie wurde mit 48 Stimmen, keiner Gegenstimme und 8 Enthaltungen am 10. Dezember 1948 angenommen.
Insgesamt umfasst die AEMR (Universal Declaration of Human Rights) 30 Artikel. Artikel 1 und 2 beschäftigen sich mit organisatorischen Fragen. Hierauf folgt ein Katalog der Freiheitsrechte (Art. 3–20) und der politischen Betätigungsrechte (Art. 21) und der Gleichheitsrechte des wirtschaftlichen, sozialen und kulturellen Bereichs (Art. 22–28). Eine Eigentumsgarantie lässt sich Artikel 17 entnehmen, welcher aber in den Freiheitsrechten angesiedelt ist. Art. 29 zählt zulässige Einschränkungen der zuvor genannten Rechte auf. Wichtig ist in diesem Zusammenhang aber Art. 30, der unmissverständlich klarstellt, dass die genannten Einschränkungsmöglichkeiten nicht zur völligen Abschaffung oder faktischen Aufhebung der Rechte von Art. 3–28 führen kann und darf.
Die sehr weit reichende Liste von Rechten führte 1966 zu zwei wichtigen UN-Pakten: Dem Internationalen Pakt über bürgerliche und politische Rechte (Zivilpakt) und dem Internationalen Pakt über wirtschaftliche, soziale und kulturelle Rechte (Sozialpakt).
Die Allgemeine Erklärung der Menschenrechte, der Internationale Pakt über bürgerliche und politische Rechte und der Internationale Pakt über wirtschaftliche, soziale und kulturelle Rechte bilden zusammen die Universal Declaration of Human Rights oder die Internationale Menschenrechtscharta, welche als Grundlage sämtlicher universeller Menschenrechtsnormierungen gelten kann.

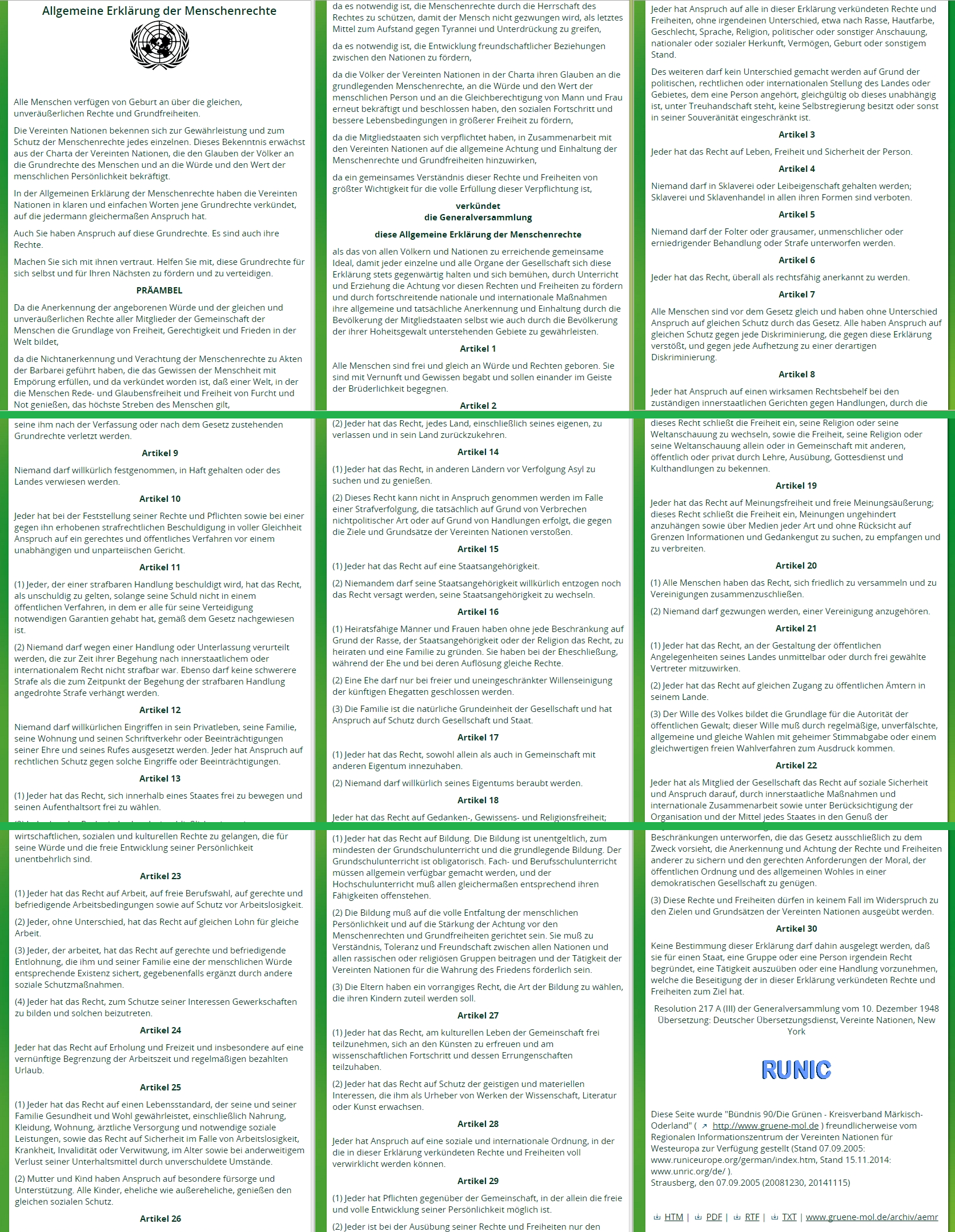
Text der AEMR auf Wikimedia Commons bzw. Wikisource
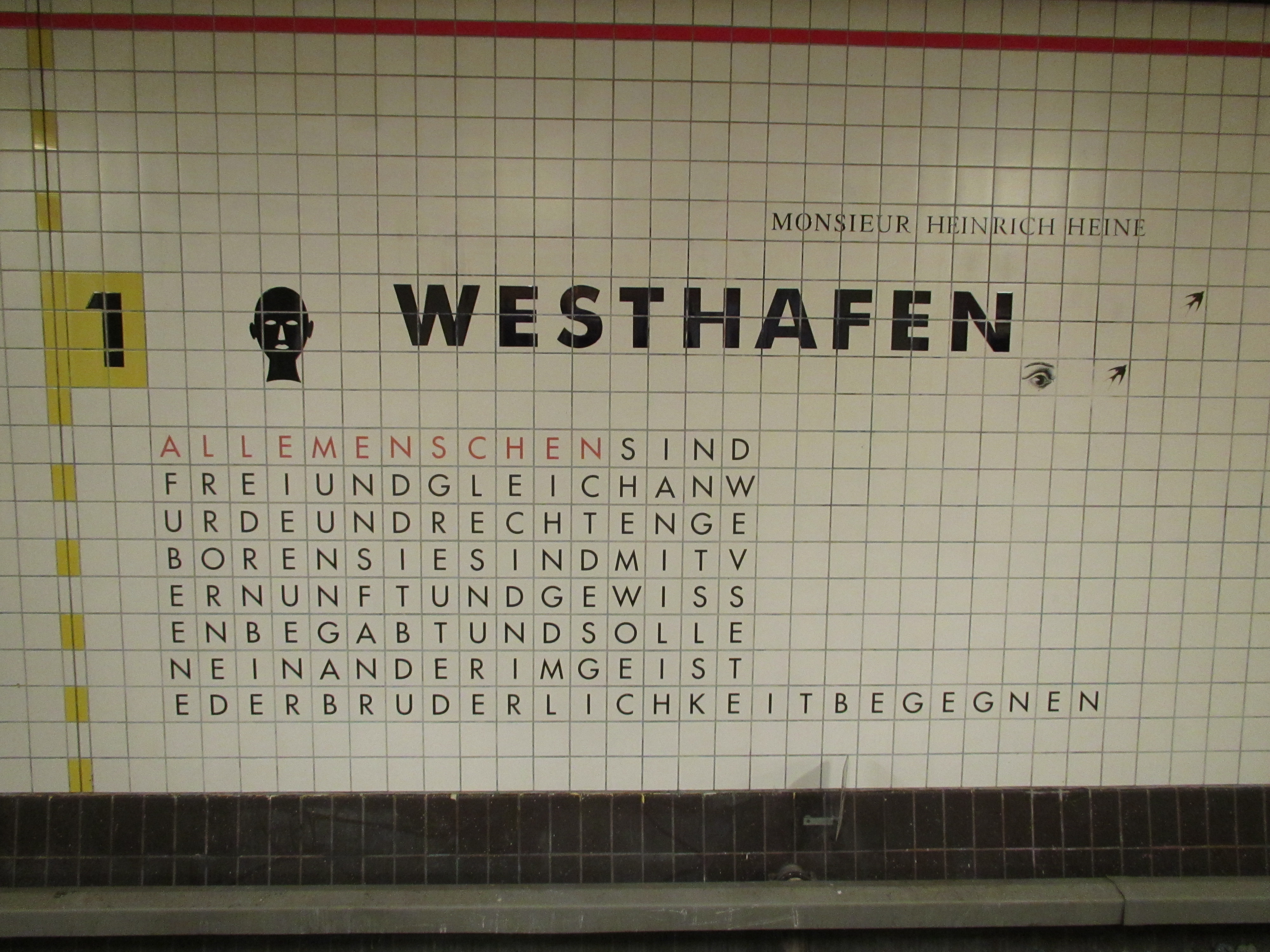
AEMR im U-Bahnhof Berlin Westhafen
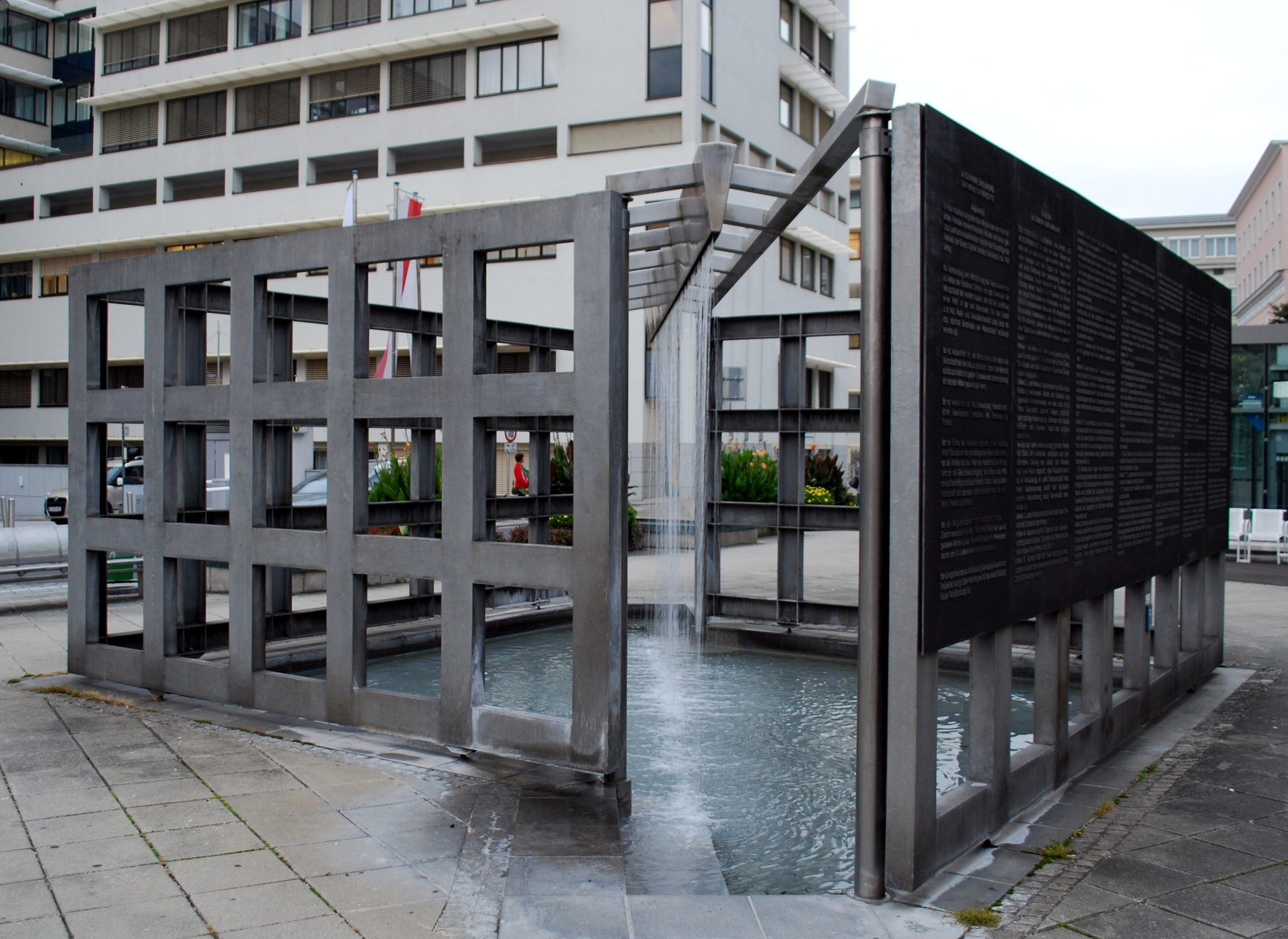
Jubiläumsbrunnen[19] Friedensplatz, Linz, Seilerstätte
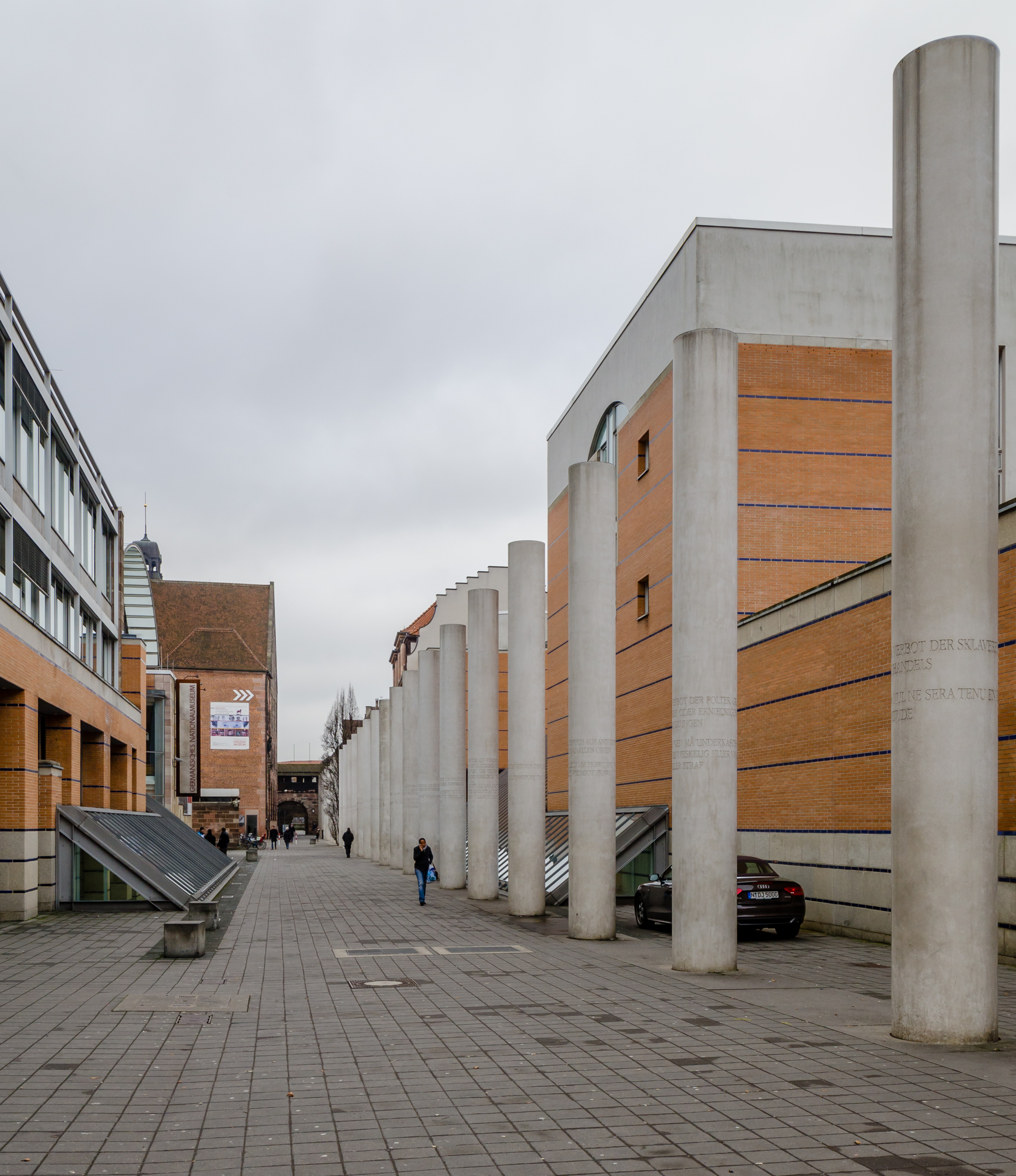
Straße der Menschenrechte von Dani Karavan in Nürnberg (1993)

| Zitate |
| --- |
| Auszüge aus der Allgemeinen Erklärung der Menschenrechte der Vereinten Nationen (Resolution 217 A (III) der Generalversammlung vom 10. Dezember 1948): - Artikel 1: „Alle Menschen sind frei und gleich an Würde und Rechten geboren. Sie sind mit Vernunft und Gewissen begabt und sollen einander im Geist der Brüderlichkeit begegnen.“ - 3: „Jeder hat das Recht auf Leben, Freiheit und Sicherheit der Person.“ - 5: „Niemand darf der Folter oder grausamer, unmenschlicher oder erniedrigender Behandlung oder Strafe unterworfen werden.“ - 15: „Jeder Mensch hat das Recht auf eine Staatsangehörigkeit.“ - 18: „Jeder hat das Recht auf Gedanken-, Gewissens- und Religionsfreiheit; dieses Recht schließt die Freiheit ein, seine Religion oder Überzeugung zu wechseln, sowie die Freiheit, seine Religion oder Weltanschauung allein oder in Gemeinschaft mit anderen, öffentlich oder privat durch Lehre, Ausübung, Gottesdienst und Kulthandlungen zu bekennen.“ - 20, Absatz 1: „Alle Menschen haben das Recht, sich friedlich zu versammeln und zu Vereinigungen zusammenzuschließen.“ - 22: „Jeder hat als Mitglied der Gesellschaft das Recht auf soziale Sicherheit.“ - 23: „Jeder hat das Recht auf Arbeit, auf freie Berufswahl, auf gerechte und befriedigende Arbeitsbedingungen sowie auf Schutz vor Arbeitslosigkeit.“ - 24: „Jeder hat das Recht auf Erholung und Freizeit und insbesondere auf eine vernünftige Begrenzung der Arbeitszeit und regelmäßigen bezahlten Urlaub.“ - 25: „Jeder hat das Recht auf einen Lebensstandard, der seine und seiner Familie Gesundheit und Wohl gewährleistet, einschließlich Nahrung, Kleidung, Wohnung, ärztliche Versorgung und notwendige soziale Leistungen, sowie das Recht auf Sicherheit im Falle von Arbeitslosigkeit, Krankheit, Invalidität oder Verwitwung, im Alter sowie bei anderweitigem Verlust seiner Unterhaltsmittel durch unverschuldete Umstände.“ - 30: „Keine Bestimmung dieser Erklärung darf dahin ausgelegt werden, dass sie für einen Staat, eine Gruppe oder eine Person irgendein Recht begründet, eine Tätigkeit auszuüben oder eine Handlung zu begehen, welche die Beseitigung der in dieser Erklärung verkündeten Rechte und Freiheiten zum Ziel hat.“ |

#### Internationale Pakte
Nicht alle Menschenrechte wurden gleichzeitig als solche anerkannt. Aus diesem Grund unterscheidet man zwischen drei Generationen von Menschenrechten. Mit den Rechten der ersten Generation waren die liberalen Abwehrrechte des Bürgers gegen den Staat, die klassischen bürgerlichen und politischen Freiheitsrechte gemeint, wie sie seit der französischen Revolution eingefordert worden waren. Die Rechte der zweiten Generation markieren die – durch die industrielle Revolution entstandenen – wirtschaftlichen, sozialen und kulturellen Rechte. Rechte der dritten Generation bezeichnen kollektive Rechte, wie z. B. das Recht auf Entwicklung, Frieden, Schutz der Umwelt, Partizipation, Kommunikation, Selbstbestimmung. Das Konzept der Drittgenerationsrechte und die Rechte an sich sind in der Literatur umstritten, wurden aber ab 1969 von den Vereinten Nationen aufgegriffen.
Die Internationalen Pakte über bürgerliche und politische Rechte (UN-Zivilpakt) und wirtschaftliche, soziale und kulturelle Rechte (UN-Sozialpakt) sind multilaterale völkerrechtliche Verträge, die 1976 in Kraft getreten sind. Der UN-Zivilpakt wurde von 168 Staaten ratifiziert (Stand: 2014), der UN-Sozialpakt von 164 Staaten (Stand: 2016). Viele der Rechte und Freiheiten in den Internationalen Pakten wurden der AEMR entnommen, so beispielsweise die Gleichberechtigung von Mann und Frau, das Recht auf Leben, das Recht auf persönliche Freiheit und Sicherheit, Gedanken-, Gewissens- und Religionsfreiheit.
Viele der Rechte und Freiheiten im Internationalen Pakt über bürgerliche und politische Rechte existierten schon in der AEMR.

##### Rechte und Freiheiten im UN-Zivilpakt
Viele der Rechte und Freiheiten im Internationalen Pakt über bürgerliche und politische Rechte existierten schon in der AEMR.
- „Gleichstellung von Mann und Frau bei der Ausübung aller in diesem Pakt festgelegten […] Rechte“ (Art. 3)
- Das „angeborene Recht auf Leben“ (Art. 6)
- Das Verbot der Folter (Art. 7)
- Das Verbot der Sklaverei (Art. 8)
- Das „Recht auf persönliche Freiheit und Sicherheit“ (Art. 9, Abs. 1)
- Das Gebot jeden „bei seiner Festnahme über die Gründe der Festnahme zu unterrichten“, ihn einem Richter vorzuführen und ihm eine Anhörung vor einem Gericht zu ermöglichen (Art. 9, Abs. 2, 3, 4)
- Das Recht sich „frei zu bewegen“ (Art. 12)
- Das Recht „vor Gericht gleich“ zu sein. (Art. 14)
- Die Garantie einer Vielzahl von strafrechtlichen Mindeststandards (Art. 14, 15)
- „Das Recht von Mann und Frau, im heiratsfähigen Alter eine Ehe einzugehen und eine Familie zu gründen“ (Art. 16)
- Die Gedanken-, Gewissens- und Religionsfreiheit (Art. 18)
- Das Recht „sich friedlich zu versammeln“ (Art. 21)
- Das Recht „sich frei mit anderen zusammenzuschließen“ (Art. 22)
- Die Garantie einer Vielzahl von Rechten speziell für Kinder (Art. 24)
- Das Recht bei Wahlen wählen zu können oder auch selbst gewählt zu werden (Art. 25 b))

##### Rechte im UN-Sozialpakt
- Die Gleichberechtigung von Mann und Frau (Art. 3)
- Das Recht auf Arbeit (Art. 6.1)
- Das Recht auf gerechte und günstige Arbeitsbedingungen (Art. 7)
- Das Recht zur Bildung von Gewerkschaften (Art. 8.1)
- Das Recht auf soziale Sicherheit und das Recht auf Sozialversicherung (Art. 9)
- Das Recht auf größtmöglichen Schutz und Beistand für die Familie (Art. 10.1)
- Das Recht auf einen angemessenen Lebensstandard einschließlich Recht auf Wohnen (Art. 11.1)
- Das Recht auf höchstmögliche körperliche und geistige Gesundheit (Art. 12.1)
- Das Recht auf Bildung (Art. 13.1)
- Das Recht auf Teilnahme am kulturellen Leben (Art. 15.1)

##### Rechte der Staaten, die garantierten Rechte und Freiheiten einzuschränken
Die im UN-Zivilpakt festgelegten Rechte und Freiheiten dürfen fast ausnahmslos keinen Einschränkungen unterworfen werden.
Art. 4 des UN-Zivilpaktes hält eine Ausnahme zur Einschränkung vor, welche Staaten unter bestimmten Fällen nutzen können. Ein Beispiel für die Einschränkungsmöglichkeit von Rechten ist der öffentliche Notstand. Allerdings sind auch der Nutzungsbreite des Art. 4 über Art. 4 Abs. 2 des UN-Zivilpaktes Grenzen gesetzt, denn von dieser Regelung ausgenommen sind das Recht auf Leben, das Folterverbot, das Sklavereiverbot, das Recht der Gedanken-, Gewissens- und Religionsfreiheit sowie mehrere juristische Freiheitsrechte und Garantien. Des Weiteren muss ein Staat, sobald er die garantierten Rechte im Rahmen von Art. 4 einschränken will, den Generalsekretär der Vereinten Nationen informieren.
Art. 4 des UN-Sozialpaktes sieht vor, dass Einschränkungen der vertraglich festgelegten Rechte und Pflichten gesetzlich mit der Natur der Rechte vereinbar sein müssen und nur im Sinne des allgemeinen Wohls einer demokratischen Gesellschaft stattfinden dürfen.

## Durchsetzbarkeit der garantierten Rechte und Freiheiten

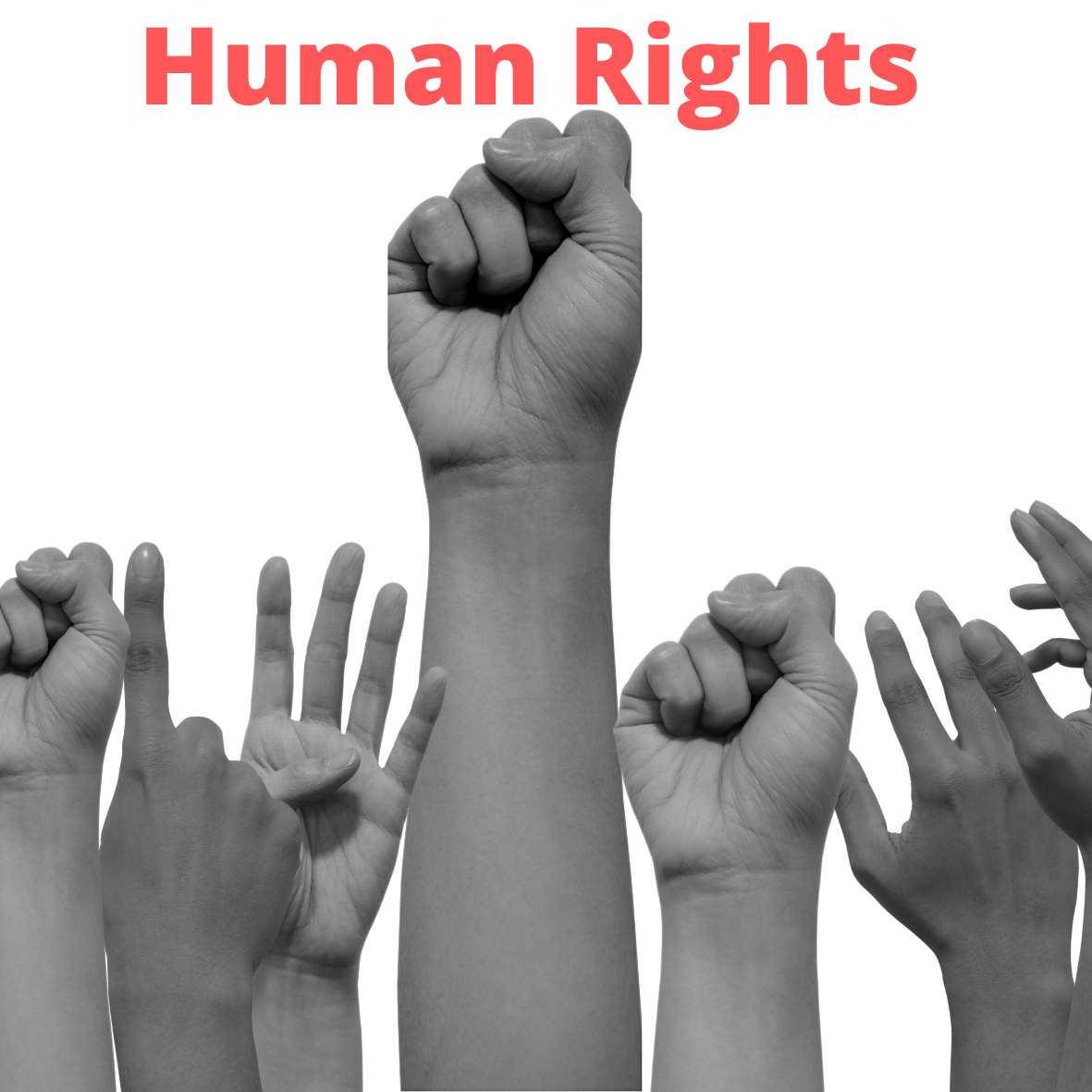
Menschenrechte

Die praktische Durchsetzbarkeit der Rechte aus internationalen Verträgen gestaltet sich in der Regel recht schwierig. Der Internationale Gerichtshof kann Recht über die Staaten sprechen und somit auch Urteile verhängen. Dies allerdings nur, wenn der betreffende Staat hierin eingewilligt hat.
Die Allgemeine Erklärung der Menschenrechte ist zwar weder juristisch bindend für die Staaten, noch gibt es eine über den Staaten stehende Gewalt, die die Einhaltung der Menschenrechte durchsetzen könnte. Trotzdem hat sie politisch und moralisch ein sehr großes Gewicht. Ihre Bestimmungen sind in viele nationale Verfassungen aufgenommen worden. Viele Konventionen und Verträge, die seit 1948 abgeschlossen wurden, gehen von den in der Erklärung enthaltenen Definitionen aus.
Die beiden internationalen Pakte über bürgerliche und politische Rechte, sowie über wirtschaftliche, soziale und kulturelle Rechte und die spezialisierten Konventionen haben den Rang internationaler Abkommen, sind also bindende Rechtsakte. Die Überwachung ihrer Einhaltung geschieht in den zuständigen Gremien des UN-Menschenrechtshochkommissariat OHCHR in Genf, zu dem acht UN-Vertragsorgane (Treaty bodies, Ausschüsse) gehören. Der UN-Menschenrechtsrat kann die Entsendung von Beobachtern zur Überwachung der Menschenrechtssituation in einem Mitgliedstaat beschließen.
Erkennbar ist, dass die Schöpfer der Pakte diverse Durchsetzungsmechanismen in den Texten andachten. Verschiedene Artikel sehen spezielle Verpflichtungen für die Vertragsparteien des Paktes vor. So sind die Staaten gemäß Art. 2 Abs. 1 des UN-Zivilpaktes dazu verpflichtet, die bürgerlichen und politischen Rechte anzuerkennen und zu gewährleisten. Auch müssen die Staaten gemäß Art. 2 Abs. 2 „die notwendigen Schritte unternehmen, um die gesetzgeberischen oder sonstigen Vorkehrungen zu treffen, die notwendig sind, um den in diesem Pakt anerkannten Rechten Wirksamkeit zu verleihen, soweit solche Vorkehrungen nicht bereits getroffen worden sind.“ Auch sind die Staaten über Art. 2 Abs. 3a des UN-Zivilpaktes dazu verpflichtet, wirksame Beschwerdemöglichkeiten für den Fall der Verletzung des Paktes zu schaffen. Aus diesen Vorschriften geht somit hervor, dass die Verfasser des Paktes die in ihm verbrieften Rechte nicht auf dem Niveau von Absichtserklärungen oder Hoffnung ruhen lassen wollten. Nach Art. 2 des UN-Sozialpaktes sind die Vertragsstaaten verpflichtet, Maßnahmen zu ergreifen, die die Verwirklichung der wirtschaftlichen, sozialen und kulturellen Rechte ermöglichen. Eine Pflicht zur wirksamen Beschwerdemöglichkeit sieht der UN-Sozialpakt nicht vor.
Mit der Unterzeichnung der jeweiligen Abkommen verpflichten sich die Staaten dazu, periodisch über die Einhaltung ihrer menschenrechtlichen Pflichten Bericht zu erstatten. Üblicherweise beträgt der Berichtszeitraum fünf Jahre. Parallel zu den Staatenberichten können Nichtregierungsorganisationen alternative Berichte einreichen, die von den Ausschüssen zumeist berücksichtigt werden. Als Resultat veröffentlicht der jeweilige Ausschuss nach Begutachtung des Regierungsberichts eine Reihe von abschließenden Beobachtungen (concluding observations) und Empfehlungen (recommendations) an die jeweilige Regierung. Dieses Mittel ist zwar ein sehr weicher Sanktionsmechanismus, dennoch hat er in vielen Fällen seine Wirksamkeit bereits bewiesen.
Durch die Ratifizierung eines Fakultativprotokolls zu den Pakten ist es für Einzelpersonen möglich, beim Genfer UN-Menschenrechtsausschuss Beschwerde einzulegen, wenn sie sich in ihren Rechten und Freiheiten eingeschränkt fühlen (Individualbeschwerdeverfahren). Das Fakultativprotokoll des UN-Zivilpaktes wurde von Anfang an ausgehandelt und von 114 Staaten ratifiziert (Stand: 2013). 1989 wurde ein weiteres Fakultativprotokoll zum Verbot der Todesstrafe ausgehandelt, das von bisher 77 Staaten ratifiziert wurde (Stand: 2013). 2008 verabschiedete die UN-Generalversammlung ein Fakultativprotokoll zum UN-Sozialpakt, das bisher 22 Staaten (Stand: 2016) ratifizierten, darunter Argentinien, Frankreich und Spanien. Deutschland prüft eine Ratifizierung weiterhin.
Nach Ratifizierung der Fakultativprotokolle kann der zuständige UN-Ausschuss Untersuchungsverfahren gegen einen Staat einleiten, wenn er Informationen erhält, die auf massive Verletzungen der in den Pakten festgelegten Rechte und Freiheiten hinweisen. Darüber hinaus sehen die Fakultativprotokolle eine sogenannte Staatenbeschwerde vor, die es Staaten ermöglicht, andere Staaten international anzuprangern, wenn sie eine Verletzung der Verpflichtungen beobachten.
Auf europäischer Ebene wurde mit der Europäischen Menschenrechtskonvention (EMRK) auch der Europäische Gerichtshof für Menschenrechte (EGMR) in Straßburg geschaffen. Seit 1998 kann – ähnlich wie bei einer nationalen Verfassungsbeschwerde – jeder Einzelne gegen eine Verletzung seiner Rechte aus der Konvention klagen. Daneben können auch die Mitgliedsstaaten gegenseitig auf Einhaltung der Konvention klagen (per so genannter Individual- oder Staatenbeschwerde). Ein derartiges Rechtsschutzsystem ist für internationale Menschenrechtskonventionen außergewöhnlich.
In der Bundesrepublik Deutschland steht die Europäische Menschenrechtskonvention im Rang eines einfachen Gesetzes. In Österreich dagegen genießt die Konvention Verfassungsrang. In der Schweiz stellt die EMRK direkt anwendbares Recht dar. In Norwegen sichert das Gesetz in Bezug auf die Stärkung des Status der Menschenrechte im norwegischen Recht vom 21. Mai (Gesetz Nr. 30) 1999, dass die EMRK anderen gesetzlichen Bestimmungen übergeordnet ist. Das Vereinigte Königreich kodifizierte im Human Rights Act 1998 die Stellung der EMRK.
Für den amerikanischen Doppelkontinent erfüllt der Interamerikanische Menschenrechtsgerichtshof (Inter-American Court of Human Rights/Corte Interamericana de Derechos Humanos) eine ähnliche Funktion.
Auf dem afrikanischen Kontinent wacht der Afrikanische Gerichtshof für Menschenrechte und die Rechte der Völker über die Einhaltung der Banjul-Charta.

## Kritik am Menschenrechtsdiskurs
Kritik formuliert sich an den verschiedenen Facetten des „Menschenrechtsdiskurses“. Dabei kommen vielfältige Formen der politischen Instrumentalisierung des Anspruchs auf Menschenrechte zur Sprache. Am stärksten äußert sich dort die Kritik, wo der Menschenrechtsdiskurs militärische Eingriffe legitimiert. Gefragt wird hier, ob die Menschenrechte dabei nur als Alibi für andere Interessen der Politik dienen. Andererseits wird von Befürwortern sogenannter humanitärer Interventionen argumentiert, dass es die Pflicht der Staatengemeinschaft sei, gerade aufgrund der Universalität von Menschenrechten bei schwerwiegenden Verstößen gegen sie notfalls auch militärisch einzugreifen, um etwa Völkermorde zu verhindern (vgl. Responsibility to Protect). So wird es auch als ein Versagen der Vereinten Nationen gewertet, dass ebendies beim Völkermord von Ruanda nicht geschah.
Der Status von Migranten und Staatenlosen war schon bei Hannah Arendt Gegenstand einer kritischen Reflexion über die Bindung von Menschenrechten an das Konstrukt einer Nation. Sie fordert das „Recht, Rechte zu haben“ und stellt fest, dass für Menschen auf der Flucht und in Lagern ein Menschenrecht nicht einklagbar ist. Hier knüpft auch Giorgio Agamben an, der den Status der Migranten mit dem des Homo sacer in der Antike vergleicht.
Thomas Carlyle hebt die hierarchische Ordnung in der Natur hervor, die „durch Allmacht durchgesetzte ewige Gerechtigkeit“ und bezeichnet das „Privileg der Dummen, von den Weisen regiert zu werden, auf dem richtigen Weg von jenen geleitet zu werden, die es besser als sie wissen“ als „erstes Recht des Menschen“, im Vergleich zu dem die sonstigen belanglos sind. Viele Autoren der postkolonialen Kritik verweisen auf ein hierarchisches Verhältnis des Westens und Europas gegenüber anderen Regionen und betrachten den Menschenrechtsdiskurs vor dem Hintergrund einer kolonialen Geschichte und postkolonialen Gegenwart. Dazu gehören Autoren wie Frantz Fanon, Stuart Hall, die Literaturnobelpreisträgerin Toni Morrison, Homi K. Bhabha, Edward Said, Gayatri Chakravorty Spivak oder Gauri Viswanathan. Damit verbunden ist eine Kritik am Eurozentrismus, etwa dass das Konzept der Menschenrechte seine Wurzeln in der europäischen Philosophie habe. So hätten die Philosophen der Aufklärung nicht nur emanzipatorische Projekte verfolgt, sondern auch rassifizierende und essentialisierende Konzepte verwissenschaftlicht, mit denen kolonialistische Politiken auch in rechtsphilosophischer Hinsicht – wie die Praxis eines Racial Contract – legitimiert wurden. Der Menschenrechtsdiskurs wird hierbei auch unter den Aspekten der europäischen Bildungsprozesse der eigenen Identität und nationaler Diskurse betrachtet. Diese Autoren verweisen dabei auf die Etablierung einer „weißen“ Dominanzkultur. Zur Absicherung bestehender sozialer Verhältnisse, die für die weiße Dominanzkultur Privilegien schaffe, gehöre es auch, dass Weiße sich phantasierten, was für die ihnen fremden Menschen und Kulturen gut sei. Eine reduzierte Wahrnehmung sei es, Menschen in anderen Regionen beständig als Opfer wahrzunehmen. Damit ist ein gesellschaftlicher Prozess gemeint, den Autoren wie Slavoj Žižek, Alain Badiou und andere als Viktimisierung beschreiben.
Doch nicht nur sich selbst, auch allen anderen, besonders aber den Eliten in der Dritten Welt wird diese gute Beendung der Geschichte suggeriert: „The promise of human rights to the Third World is that problems of cruel conditions of life, state instability, and other social crises can be contained, if not substanially eliminated, through the rule of law, grants of individual rights, and a state based on constitutionalism. […] Salvation in the modern world is presented as only possible through the holy trinity of human rights, political democracy, and free markets.“
Eine andere Linie der Kritik versucht die problematischen Folgen zu erfassen, die sich durch die zunehmende internationale Verrechtlichung der Menschenrechte ergeben. So wird die Frage gestellt, ob nicht eine zunehmende Legitimierung aller staatlichen Gewalt und aller bisherigen Eigentumsverhältnisse daraus ebenso resultiert wie die Ausweitung der industriestaatlichen Infrastruktur. Der industriestaatliche ‚Stoffwechsel‘ und die Abhängigkeit von einzelnen Techniken stiegen, machten die Gesellschaft zunehmend aus und würden in der kurzen Zeit seit der Allgemeinen Erklärung der Menschenrechte zur Verdoppelung des Anteils der Weltstadtbevölkerung von 1950 bis 2030 auf dann 61 Prozent führen.
Eine sonst disparate Sammlung unterschiedlicher und im Prinzip gleichberechtigter Reiche, Werte und Konzepte in den Ländern der Welt werde so homogenisiert – in klarer hierarchischer Schichtung: „In a sense the United States chief executive sits atop a global empire. It is an empire governed by the cultures, traditions, and norms of the European West.“
Aus jedem Recht könne im Umkehrschluss „(religions-)pragmatisch“ aus der Rechte konstituierenden und garantierenden staatlichen Handlung eine Norm bzw. eine Wertentscheidung abgeleitet werden, und damit eben auch eine Entwertung, Ablehnung und ganz realiter Bekämpfung des Gegenteils. Wer Familien, Wohnungen und Schulen fördere, der bekämpfe – in der einen oder anderen Weise – Kulturen, die keine Familien, Wohnungen und Schul(gebäude) aufwiesen. Dann würden aus den Rechten für die angesprochenen Bürger Verpflichtungen: für sie selbst, aber auch für Mitglieder anderer Kulturen und spätere Generationen. Dazu gehörten der Speziesismus, hier die Rechtlosigkeit von Tieren, Pflanzen und Natur, der Nationalismus, die Familie, der Staatenbund ‚Vereinte Nationen‘ selbst, das Eigentum, die Sesshaftigkeit, die Ordnung und Autorität, die Indoktrination der eigenen Ideale, die Schule, die Wahlen, die Allgegenwart von Medien, Strafen und Gefängnisse, Wirtschaftswachstum bzw. Entwicklung, und Wissenschaft.
Die fehlende Berücksichtigung zukünftiger Generationen (intergenerationelle Gerechtigkeit) und der natürlichen Umwelt (auch als interspecies justice bezeichnet) als Rechtsträger in der Rechtsprechung wird auch von der Erd-Charta-Bewegung kritisiert, deren Ursprung auf die UN-Umweltkonferenz in Rio de Janeiro 1992 datiert werden kann. Diese Aspekte in die künftige Rechtsprechung einzubeziehen sei ein wichtiger Bestandteil zur Vermeidung sozialer und ökologischer Krisen. Die Erd-Charta solle daher perspektivisch mit dem Status des Soft Law beziehungsweise des Völkergewohnheitsrechts die allgemeine Erklärung der Menschenrechte ergänzen. Da die gegenwärtigen Menschenrechtskonventionen zudem vor allem staatliche Akteure als Garanten der Menschenrechte ansprächen und weniger zivilgesellschaftliche Organisationen, Unternehmen und Individuen, solle die Erd-Charta dazu beitragen, diese Lücke zu schließen.
In großen, arbeitsteiligen Gesellschaften profitierten Intellektuelle davon, den Menschen als „künstlerisches, Staaten bildendes Tier“ darzustellen und den Glauben in der Bevölkerung zu pflegen, es handele sich beim Menschen auf jeden Fall nicht um ein in Kleingruppen von wenigen Exemplaren lebendes Wesen.
Darüber hinaus wird seitens vieler zivilgesellschaftlicher Organisationen gefordert, dass es verbindliche Regeln zur Umsetzung der Menschenrechte geben muss. Insbesondere mit Blick auf das globale Wirtschaftssystem konnten vermehrt Menschenrechtsverletzungen verzeichnet werden. Auf internationaler Ebene wurden deshalb in einigen Ländern bereits nationale Gesetze zur verbindlichen Achtung von Menschenrechte und Umwelt in Lieferketten verabschiedet. Auf Initiative von Ecuador und Südafrika sprach sich auch der UN-Menschenrechtsrat im Jahre 2014 mehrheitlich für ein verbindliches Menschenrechtsabkommen zur Regulierung von Wirtschaftsaktivitäten aus. Bislang ist der Prozess jedoch stockend. Zivilgesellschaftliche Organisationen fordern deshalb, dass der Prozess dringend sichtbarer gemacht werden müsse, um Menschenrechte in Zukunft verbindlich zu schützen.
Zudem lasse sich ganz offensichtlich das tatsächliche Dasein als arbeitendes Herdentier in einer hierarchisch geschichteten und unübersehbaren Masse viel besser ertragen, wenn man die feste Vorstellung habe, ein jeweils einzigartiger und auf keinen Fall fremdbestimmter Träger einer Menschenwürde zu sein.
Hier sei die Vergötterung der Vernunft und des Konstrukts ‚freier Wille‘ erklärlich.
Schließlich behauptet diese Kritik, die Menschenrechtsphilosophie habe gerade in Deutschland einen religiösen Status und schließe innerhalb der Institutionen regelhaft Kritik aus. Im Anschluss an soziologische und rechtshistorische Studien könne nachgezeichnet werden, aus welcher religiösen Tradition die Menschenrechte und ihr Konzept des Individualismus entstanden seien. In der Behauptung, unsere unerklärte „Staatsreligion“ propagiere und erreiche langfristig die Vernichtung alles Nicht-Künstlichen, gipfelt diese Kritik. Umstritten ist, inwieweit die sexuelle Identität dazu gehört; in Artikel 2 ist festgehalten, dass es ein Recht auf Leben ohne Diskriminierung gebe.

## Situation nach Staat
- China: siehe Menschenrechte in der Volksrepublik China
- Eritrea: siehe Menschenrechte in Eritrea
- Katar: siehe Menschenrechte in Katar
- Kuba: siehe Menschenrechtssituation auf Kuba
- Litauen: siehe Menschenrechte in Litauen
- Nordkorea: siehe Menschenrechtssituation in Nordkorea
- Russland: siehe Menschenrechte in Russland
- Saudi-Arabien: siehe Menschenrechte in Saudi-Arabien
- Türkei: siehe Menschenrechte in der Türkei
- Ukraine: siehe Menschenrechte in der Ukraine
- Venezuela: siehe Menschenrechte in Venezuela
- Vereinigte Arabische Emirate: siehe Menschenrechte in den Vereinigten Arabischen Emiraten
- Vereinigte Staaten: siehe Menschenrechte in den Vereinigten Staaten

- Sonstige: siehe die entsprechenden Abschnitte in den jeweiligen Landesartikeln

- Islam: siehe Menschenrechte in der islamischen Welt und Kairoer Erklärung der Menschenrechte im Islam